# Filippo della Valle

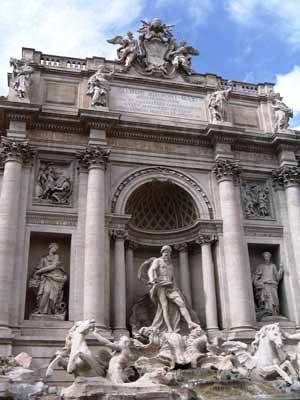
La Fontana di Trevi: il Nettuno di P. Bracci affiancato dalla Salubrità e dalla Fertilità di Filippo della Valle

Filippo della Valle (Firenze, 26 dicembre 1698 – Roma, 29 aprile 1768) è stato uno scultore italiano.

## Biografia
Nipote di Giovanni Battista Foggini, Filippo della Valle si trasferì giovanissimo a Roma e approfittò del momento favorevole per gli artisti toscani determinato dal pontificato di Clemente XII Corsini. Fu infatti subito coinvolto nella decorazione della cappella Corsini in Laterano, insieme a Camillo Rusconi, il più prestigioso scultore di quegli anni, Giovan Battista Maini e Pietro Bracci. Collaborò poi con l'architetto conterraneo Ferdinando Fuga alla costruzione del Palazzo della Consulta in piazza del Quirinale (con l'esecuzione di rilievi e trofei militari, inizio del quarto decennio del XVIII secolo) e a quella del mausoleo di papa Innocenzo XII nella Basilica di San Pietro (1746).
Nel 1750 terminò il monumentale bassorilievo con l'Annunciazione a Sant'Ignazio, degno completamento del San Luigi Gonzaga eseguito cinquant'anni prima da Pierre Legros (anche l'altare riprende, in forma semplificata, l'architettura dell'altare di San Luigi, disegnato da Andrea Pozzo).
Nel settimo decennio partecipò, con l'esecuzione della Salubrità e della Fertilità, al grande cantiere della Fontana di Trevi. Le sue statue sono collocate nella parte centrale della fontana, accanto al Nettuno di Pietro Bracci.
Filippo della Valle fu un caratteristico esponente della scuola scultorea romana del XVIII secolo, in cui l'ottimo livello esecutivo si univa al tentativo di coniugare il barocco berniniano con la compostezza più classicheggiante di Maratta e Algardi. Fu affiliato all'Accademia dell'Arcadia e occupò per lunghi anni la carica di principe dell'Accademia di San Luca.